# Chumma
Chumma är ett släkte av spindlar. Chumma ingår i familjen Chummidae.
Chumma är enda släktet i familjen Chummidae.
Kladogram enligt Catalogue of Life:
| Chumma | \| \| Chumma gastroperforata \| \| \| \| \| \| Chumma inquieta \| \| \| \| |
|        | \| \| Chumma gastroperforata \| \| \| \| \| \| Chumma inquieta \| \| \| \| |
|        | Chumma gastroperforata                                                     |
|        |                                                                            |
|        | Chumma inquieta                                                            |
|        |                                                                            |